# Viperești
Viperești est une commune roumaine située dans le județ de Buzău.